# Stortingsvalet i Norge 1961
Stortingsvalet i Norge 1961 hölls den 11 september 1961 Valdeltagandet låg på 79,1% och det var 150 mandat som skulle bli utdelade. 
Det Norske Arbeiderparti var nära egen majoritet. Det nya partiet Sosialistisk Folkeparti fick en viktig vågmästarroll.
Einar Gerhardsens tredje regering fortsatte. Regeringen blev tvungen att avgå i augusti 1963 på grund av Kings Bay-affären. Sosialistisk Folkeparti gick då med de borgerliga partierna för en misstroendeförklaring mot regeringen. 
John Lyngs regering satt i endast en månad, innan den blev ersatt med Einar Gerhardsens fjärde regering.

## Valresultat

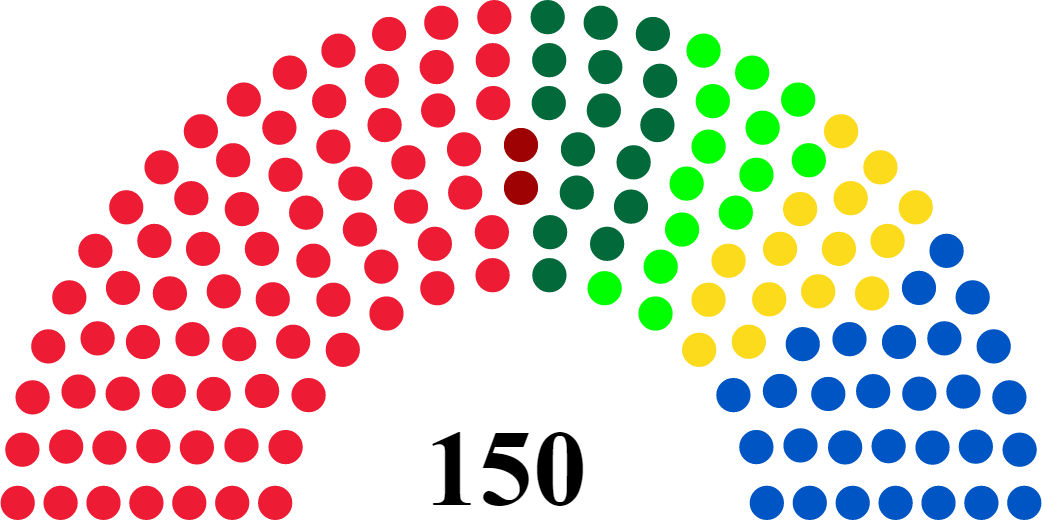
Mandatfördelning i Stortinget 1961-1965

| Parti                         | Röster    | +/-      | Procent | +/-    | Mandat | +/- |
| ----------------------------- | --------- | -------- | ------- | ------ | ------ | --- |
| Det Norske Arbeiderparti      | 860.526   | - 5.149  | 46,8    | - 1,6  | 74     | - 4 |
| Høyre                         | 354.369   | + 52.974 | 19,3    | + 2,4  | 29     | 0   |
| Senterpartiet                 | 125.643   | - 29.118 | 6,8     | - 1,8  | 16     | + 1 |
| Kristelig Folkeparti          | 171.451   | - 11.792 | 9,3     | - 0,9  | 15     | + 3 |
| Venstre                       | 132.429   | - 38.978 | 7,2     | - 2,4  | 14     | - 1 |
| Sosialistisk Folkeparti       | 43.996    | + 43.996 | 2,4     | + 2,4  | 2      | + 2 |
| Norges Kommunistiske Parti    | 53.678    | - 6.382  | 2,9     | - 0,5  | 0      | - 1 |
| Borgerlige felleslister       |           |          | 5,2     | + 2,3  | 0      | 0   |
| Frie Venstre-velgere          | 2.360     | + 2.360  | 0,1     | + 0,1  | 0      | 0   |
| Norsk Sosialdemokratisk Parti | 478       | - 2.377  | 0,03    | - 0,13 | 0      | 0   |
| Totalt                        | 1.744.930 | + 46.105 | 100     | 0      | 150    | 0   |